# 仮痴不癲
仮痴不癲（かちふてん、痴を仮りて癲わず）は兵法三十六計の第二十七計にあたる戦術。
愚か者を装って相手に警戒心を抱かせず、時期の到来を待つ。
なお、「痴」は、将本人の痴呆や老衰など演技することも指すが、愚かな作戦行動を故意に行うことや、軍事力を隠蔽して低く見せることで敵を油断させて後に叩く戦術も指す。（静不露機，雲雷屯也）
「癲」は狂うことであるが、この語は、偽装は「癲」でなく「痴」によらなければならないことも示している。すなわち、「癲」を演じて、是非善悪、損得が一切関係ないように動き続ければ、何らかの偽装で行っているのではないかと敵に看破されやすい。「痴」つまり「知らない、分かっていない、気づいていない」を前提にしつつ、振舞いとしては合理的である（ただし愚かな結果にはなっている）ほうが、第三者から見て自然であるため、より敵を欺きやすい。

## 事例
中国春秋時代の楚の国で、穆王という強権を誇った王が亡くなった。穆王は非常に戦に強く、他国を圧倒し続け、彼の代に楚は大陸の覇権を手中にしたが、一方ではその酷烈な性格を知られ、諸侯に大いに恐れられた王でもあった。また楚の隆盛は穆王個人の武勇に支えられており、繁栄とは裏腹に重臣に才覚のあるものは少なかったのである。
代わって即位した太子侶は若い頃から聡明で知られ、群臣は穆王の代よりも良い時代が来ることを予見していたが、即位に際して侶の叔父の公子燮が王位を望み、侶を誘拐して首都から遠く離れた土地まで逃亡する事件があった。結局公子燮は捕えられて殺されたが、その時から侶はまるで人が変わってしまった。侶は解放されて首都に戻るやいなや三年間の喪に服すことを理由に後宮に篭り、日夜宴席を張って全く政治をみることをせず、諌める者は全て殺すと宣言した。群臣は呆れ返ったものの諌めることも出来ずに見守っていたが、やがて新王の乱行を目の当たりにして野心のある者は謀反を起こし、奸臣は公然と賄賂を受け取るようになった。国外でも、穆王の頃に楚の軍事力を恐れて服従していた国々は楚王を侮って次々と離反していった。
やがて三年目に、朝廷の廃頽を憂えた伍挙が命を賭して楚王となった侶の御前に進み出てこう言った。
「ある丘に鳥がいて三年の間、全く飛ばず、全く鳴きませんでした。この鳥の名は何と言うのでしょうか？」
楚王は酒に濁った目を向けると不快げな面持ちでこういった。
「お前は諌める者は殺すと言ったのを聞かなかったのか」
しかし伍挙がなおも言い募ろうとすると、にわかに容儀を正し、伍挙が今まで耳にしたことのない荘厳な声でこう言った。
「その鳥は、ひとたび飛べば天まで昇り、ひとたび鳴けば天下を驚かすだろう。挙よ、さがれ。私には分かっている」（鳴かず飛ばずの故事）
その後暫く経ってから、大夫蘇従が同じように楚王を諌めた。楚王またもや不快げに、「法律を知っているそうだな」とだけ言った。蘇従は「王がそのことにお気づき下されば、死んでも本望です」と応えた。すると楚王は初めて笑顔を見せて、「よくぞ申した」と言った。
その日から楚王は伍挙・蘇従を中心に据えて、悪臣数百人を一斉に排し、賢臣数百人を登用する大改革を始めた。実は楚王は日夜饗宴明け暮れるように見せかけて、家来たちの本質を見分けていたのである。侶の時代に楚は絶頂期を迎え、楚の威光は父の穆王の頃よりも更に遠方まで広がった。侶は死後に荘の諡号を受けた。彼こそが楚の八百年四十代の歴史の中で最高の名君とされる荘王である。
出典は『史記』。
また、同様の逸話が戦国時代の斉の威王と淳于髠の間にもある。
漢では劉邦が亡くなり呂雉が実権を握ると、呂氏の専横が始まった。建国の重臣である右丞相陳平は、陰謀に優れていたため特に警戒される立場だったが、酒と女に溺れたふりをして粛清の嵐を避けた。そして呂雉の死去を契機とし、宴会に見せかけて同志を集め打ち合わせを重ねていったが、元から才は抜群だが素行に問題有りと言われていた酒好き女好きの右丞相が行う宴会だったので、呂氏は警戒をしなかった。そうして遂に陳平や周勃は逆クーデターを実行し、呂氏を皆殺しにした。
魏では曹操亡き後、司馬懿が権勢を増していったが、それを疎んだ政敵の曹爽の一派の活動が活発となり、司馬懿は宮殿から遠ざけられた。司馬懿は屋敷に籠もり、交流も全くしなくなった。司馬懿を追い出して以降も警戒を怠らなかった曹爽派だったが、あまりに静かなので不気味に感じ、様子を見に行った。そこにいたのは真っ当な応答もできず、食事は女達に手伝わせ、更に口の端から食べ物をこぼす有様の司馬懿だった。そうして司馬懿も老いて呆けたものだ、と完全に油断した曹爽達が都を空けた隙を突き、司馬懿は権勢を取り戻し曹爽等を排除(高平陵の変)。魏において皇帝をしのぐ権勢を確保し、孫の司馬炎が禅譲される道を定めた。
このように、暗愚をよそおって相手を油断させる計略を、仮痴不癲の計と呼ぶ。